# Sukajaya (Warkuk Ranau Selatan)
Sukajaya is een bestuurslaag in het regentschap Ogan Komering Ulu Selatan van de provincie Zuid-Sumatra, Indonesië. Sukajaya telt 522 inwoners (volkstelling 2010).